# Rhacocassis flavoplagiata
Rhacocassis flavoplagiata is een keversoort uit de familie bladkevers (Chrysomelidae). De wetenschappelijke naam van de soort werd in 1863 gepubliceerd door Joseph Sugar Baly.